# Eisblauer Maulbrüter

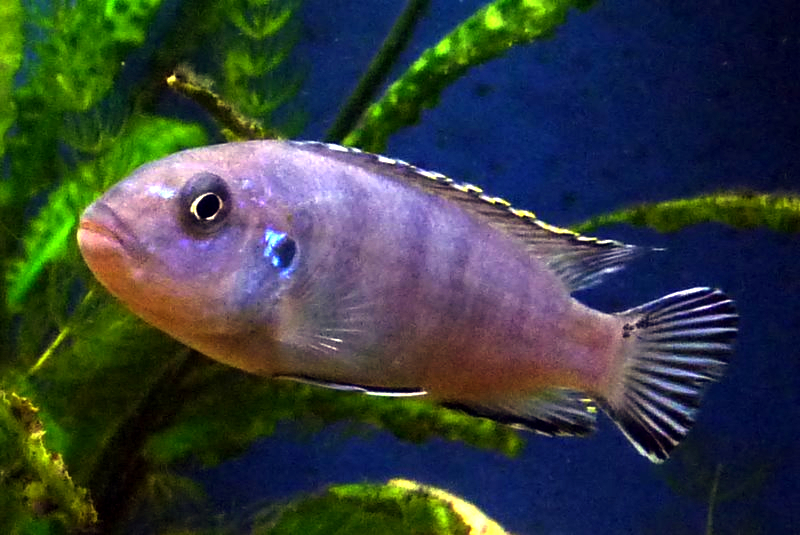
Weibchen

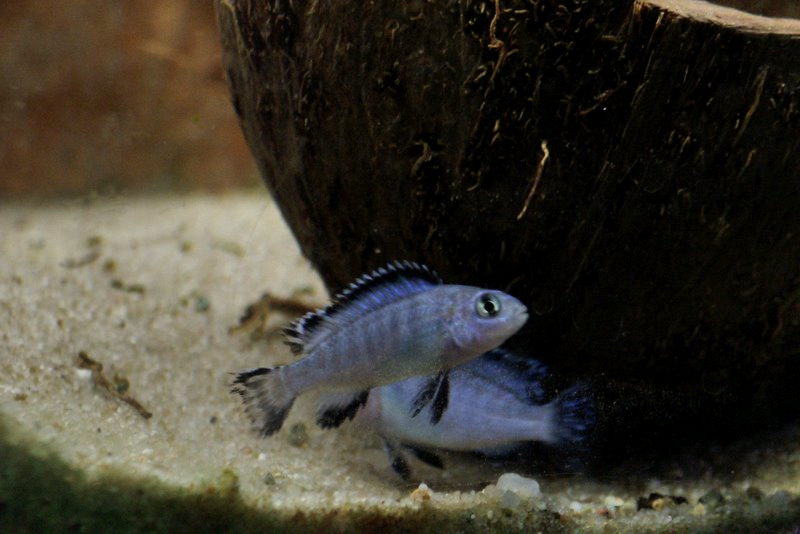
Jungtiere imponieren

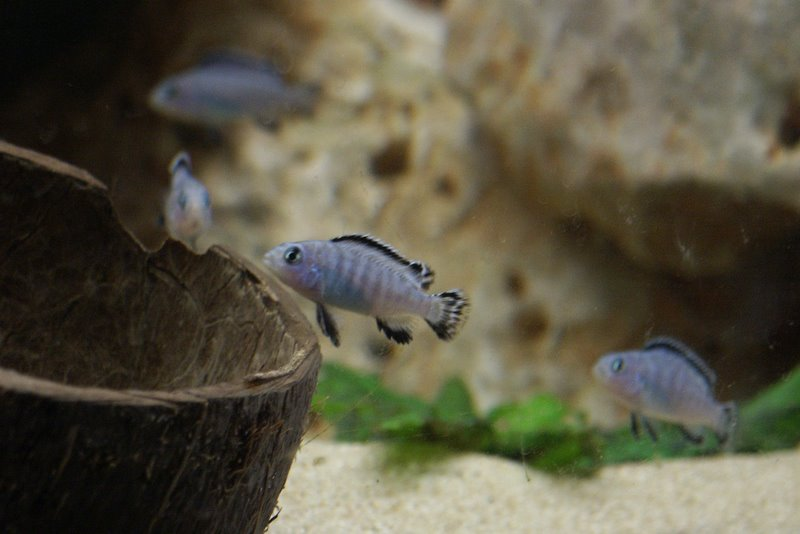
Jungtiere

Der Eisblaue Maulbrüter (Chindongo socolofi, Syn.: Pseudotropheus socolofi) ist ein in dem ostafrikanischen Malawisee endemischer Buntbarsch aus der Gruppe der Mbuna. Er wurde erst Anfang der 1970er Jahre beschrieben.

## Merkmale
Der Eisblaue Maulbrüter ist ein in der Jugend schlanker und langgestreckter, adult jedoch recht hochrückiger Buntbarsch. Im natürlichen Lebensraum erreicht er Gesamtlängen um sieben Zentimeter, wobei Männchen etwas größer sind. Die Grundfarbe ist ein relativ einheitliches Lichtblau. Die breiten Säume der Bauch-, Rücken- und Afterflossen sind blauschwarz. Auch die Membrane zwischen den Schwanzflossenstrahlen tragen diesen dunklen Farbton. Weibliche Eisblaue Maulbrüter, Jungfische und revierlose Männchen zeigen, mehr oder weniger intensiv ausgeprägt, acht oder neun dunkelblaue Querstreifen auf den Körperseiten. Dominante Männchen tragen kein Zeichnungsmuster.
Neben deutlich länger ausgezogenen Bauchflossen, tragen geschlechtsreife Männchen drei bis vier große, schwarz umrandete und safrangelbe Eiflecke in der Afterflosse.

## Verbreitung und Ökologie
Alle Mbuna sind im Malawisee endemisch. Es handelt sich um ausgeprägte Nahrungsspezialisten, die in der oberen Geröll- und Felsenzone des Sees pflanzlichen und tierischen Aufwuchs abweiden. Ihre Vorkommen sind darum von der Struktur des Seebodens und dem für die Photosynthese erforderlichen Sonnenlichteinfall abhängig. Freie Sandflächen, die den Fischen keine Nahrung und keine Versteckmöglichkeiten bieten, bleiben darum nicht nur unbesiedelt, sie stellen sogar regelrechte Ausbreitungsbarrieren dar. Viele Mbunaarten verfügen darum nur über sehr kleine Verbreitungsgebiete mit relativ geringer Individuenzahl. Arten, die im See dennoch weiter verbreitet sind, haben an den jeweiligen Standorten Populationen gebildet, die sich farblich kaum bis markant unterscheiden. Diese Verbreitungsform ist ein wesentlicher Grund für den Artenreichtum dieser Buntbarsche. Da der Standort mit seinem jeweiligen Nahrungsangebot für jeden einzelnen Mbuna überlebenswichtig ist, verfügen sie über eine relativ hohe innerartliche Aggressivität.

Der Eisblaue Maulbrüter kommt an der innerhalb der Grenzen von Mosambik liegenden, felsenreichen Ostküste des Malawisees vor. Die größten Bestände gegenüber der Insel Likoma in einer Tiefe von vier bis höchstens zehn Meter.

## Fortpflanzung
Der Eisblaue Maulbrüter gehört wie alle Vertreter dieser Gattung zu den nicht paarbildenden maternalen Maulbrütern. Die Brutpflege erfolgt ausschließlich durch das Weibchen. Während der Paarung legt das Weibchen 20 bis 50 Eier, die es sofort in sein Maul aufnimmt und die im Paarungsverlauf durch mehrere Spermaabgaben des Männchens befruchtet werden. Nach circa 21 Tagen werden die Jungfische aus dem Maul entlassen und danach nicht wieder vom Weibchen aufgenommen. Zu diesem Zeitpunkt sind sie vollständig entwickelt, selbständig und legen bereits ein Mbuna-typisches Revierverhalten an den Tag. Sie suchen sofort ein individuelles Versteck auf und verteidigen es gegen gleich große Fische.

## Systematik
Der Eisblaue Maulbrüter wurde 1974 von dem Herausgeber der inzwischen eingestellten US-amerikanischen Liebhaberzeitschrift »Today’s Aquarist«, Don Johnson, anhand von Wildfangexemplaren aus dem Tierhandel beschrieben und der Gattung Pseudotropheus zugeordnet. Der Artname ehrt den Importeur Ross Socolof, damals Eigentümer der »Florida Fish Farms Inc.« in Center Hill. Im Jahr 2016 wurde der Eisblaue Maulbrüter zusammen mit anderen Buntbarschen aus der ehemaligen Pseudotropheus elongatus-Artengruppe in die neu eingeführte Gattung Chindongo gestellt.

## Bedeutung für den Menschen
Wie viele andere Mbuna ist der Eisblaue Maulbrüter ein regelmäßig im Zoohandel angebotener Aquarienfisch. Er wird auch unter der Fantasiebezeichnung »Pseudotropheus pindani« angeboten. Hierbei handelt es sich um keinen verfügbaren wissenschaftlichen Artnamen.